# Guyana
Ne doit être confondu ni avec la Guyane (département français) ni avec le Suriname (ancienne Guyane hollandaise).
République coopérative du Guyana
(en) Co-operative Republic of Guyana 
Le Guyana (/gɥi.ja.na/ ; en anglais : /ɡaɪˈɑː.nə/ ou /ɡaɪˈæ.nə/), en forme longue la république coopérative du Guyana (en anglais : Co-operative Republic of Guyana), anciennement Guyane britannique, est un pays d'Amérique du Sud. Seul État du Commonwealth en Amérique du Sud, il s'agit également du seul État d'Amérique du Sud où la langue officielle est l'anglais.
Localisé au nord de l'équateur, mais dans les tropiques, il dispose de côtes sur l'océan Atlantique. Le Guyana est entouré au sud-est par le Suriname, au sud et au sud-ouest par le Brésil et au nord-ouest par le Venezuela. C'est, en superficie, l'antépénultième pays d'Amérique du Sud. Le Guyana est l'un des trois derniers pays sur le continent américain où la conduite se fait du côté gauche, les deux autres étant son voisin le Suriname et les Bahamas.
Guyana signifie « terre d'eaux abondantes », dans la langue arawak. Le pays est caractérisé par ses vastes forêts tropicales disséquées par les nombreux fleuves, criques et chutes d'eau, notamment les chutes de Kaieteur sur le fleuve Potaro. Les tepuys du Guyana sont célèbres pour avoir inspiré le roman d'Arthur Conan Doyle Le Monde perdu, en 1912.
La capitale du Guyana, Georgetown, est située sur la côte atlantique et compte environ 245 000 habitants.

## Étymologie
Le nom du Guyana vient du plateau des Guyanes, s'étendant en outre sur le Suriname, la Guyane française, une grande partie du Venezuela, et au Brésil jusqu'au Rio Negro et à l'Amazone.
Il est dérivé de guiana, mot arawak —  langue d'un des plus importants groupes ethnique occupant les Caraïbes et la côte Caraïbe — qui signifie « terre de nombreuses eaux », en référence aux nombreux cours d'eau de la région.

## Histoire
Lorsque les premiers Européens arrivent dans la région autour de 1500, le Guyana est habité par les Arawaks et les Kalinago (aussi désignés par l'exonyme Caraïbes). Bien que le Guyana ait été aperçu pour la première fois par Christophe Colomb pendant son troisième voyage en 1498, il n'est pas colonisé par les Européens avant que les Néerlandais n'y établissent en 1615 trois colonies séparées ; Essequibo en 1615, Berbice en 1627 et Démérara en 1752.
Le commandement est assumé par les Britanniques vers la fin du XVIIIe siècle et les Néerlandais cèdent formellement le territoire en 1814. En 1831, les trois territoires deviennent une seule et même colonie britannique connue sous le nom de Guyane britannique.

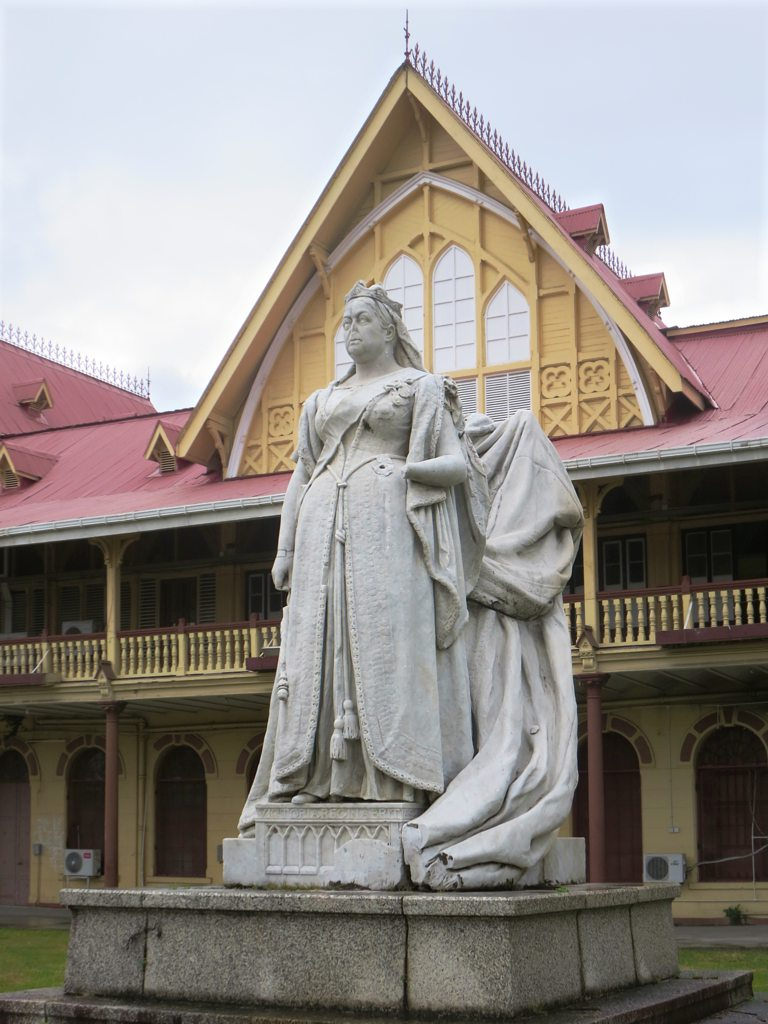
La statue de la reine Victoria à Georgetown.

Pendant plus de deux siècles, la traite négrière fournit en main-d'œuvre les plantations européennes du Guyana. À la suite de l'abolition de l'esclavage, en 1838, les affranchis quittent en masse les plantations de canne à sucre, en dépit des restrictions visant à enrayer ces départs. Les planteurs substituent alors aux anciens esclaves des travailleurs soumis à des contrats asservissants, en provenance pour la plupart d'Inde. L'arrivée de ces dizaines de milliers de travailleurs indiens restreint les capacités de négociation salariale des anciens esclaves noirs et pose les bases d'un antagonisme entre les deux principales composantes ethniques de la population du Guyana.

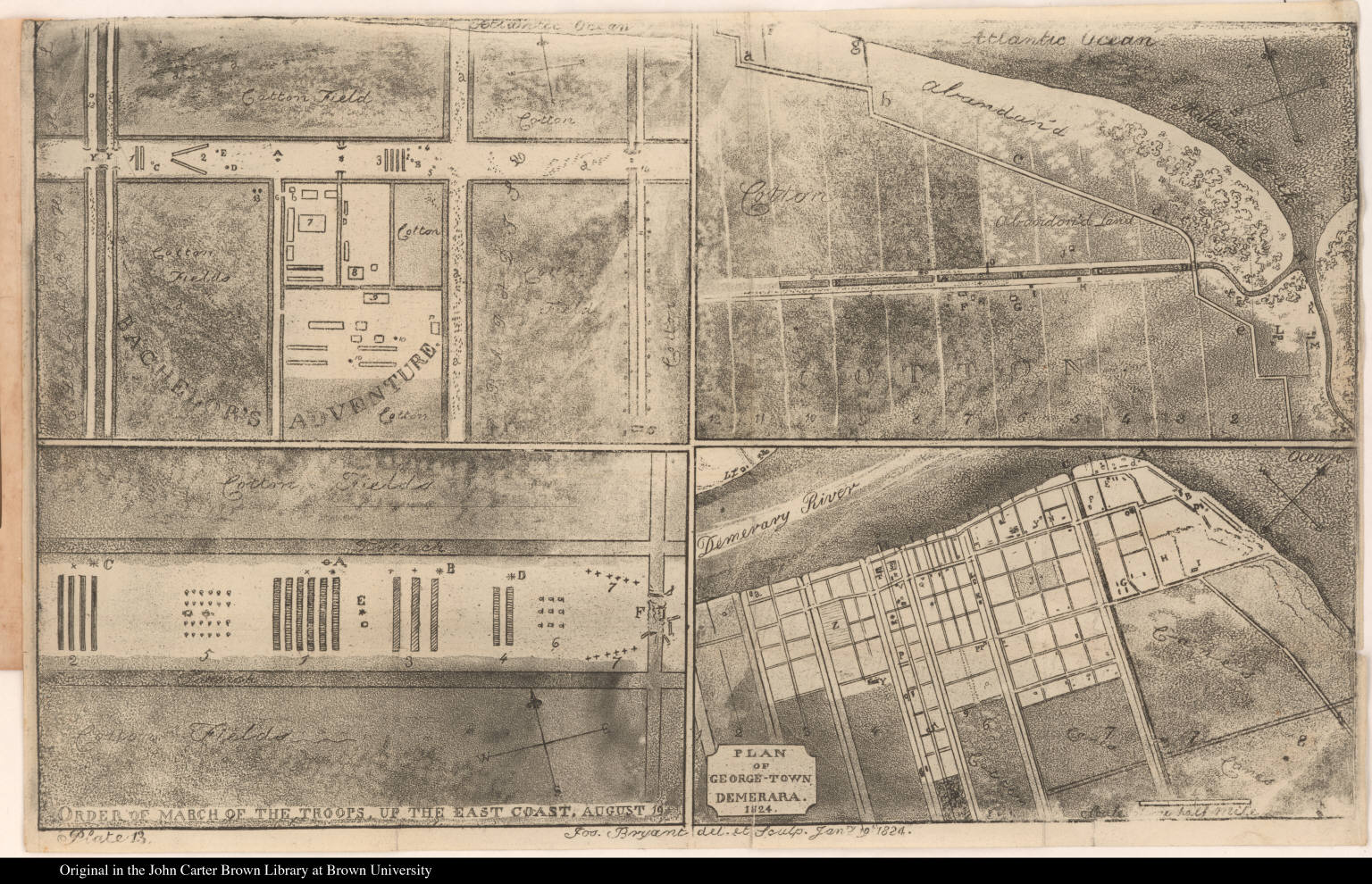
Planche décrivant une insurrection d'esclaves noirs dans l'ancienne colonie de Démérara, le 18 août 1823.

Au début des années 1950, le mouvement pour l'indépendance réussit à unir la classe ouvrière guyanienne autour du rejet du colonialisme britannique. En 1953, une nouvelle constitution établit le suffrage universel. Les élections d'avril 1953 donnent une majorité au Parti populaire progressiste, jugé trop à gauche par le Bureau des Colonies. Parmi les premières lois du nouveau gouvernement figure l'obligation pour les entreprises de reconnaître le droit syndical. Des troupes sont envoyées et la Constitution est suspendue. Le Bureau des Colonies justifie cette décision en déclarant que « le gouvernement britannique a décidé que la Constitution du Guyana devait être suspendue pour prévenir la subversion communiste du gouvernement et une crise dangereuse dans l'ordre public et les affaires économiques ».
En 1963, le gouvernement progressiste du « ministre en chef » Cheddi Jagan résiste à une tentative de coup d'État qui laisse 170 morts. La Guyane britannique accède finalement à l'indépendance en 1966 sous le nom de Guyana.
En 1974, le révérend Jim Jones, gourou de la secte le Temple du Peuple, crée la communauté Jonestown, à une dizaine de kilomètres de Port Kaituma. Elle entre dans l'histoire le 18 novembre 1978 par le suicide collectif de 914 personnes dont 276 enfants.

## Politique

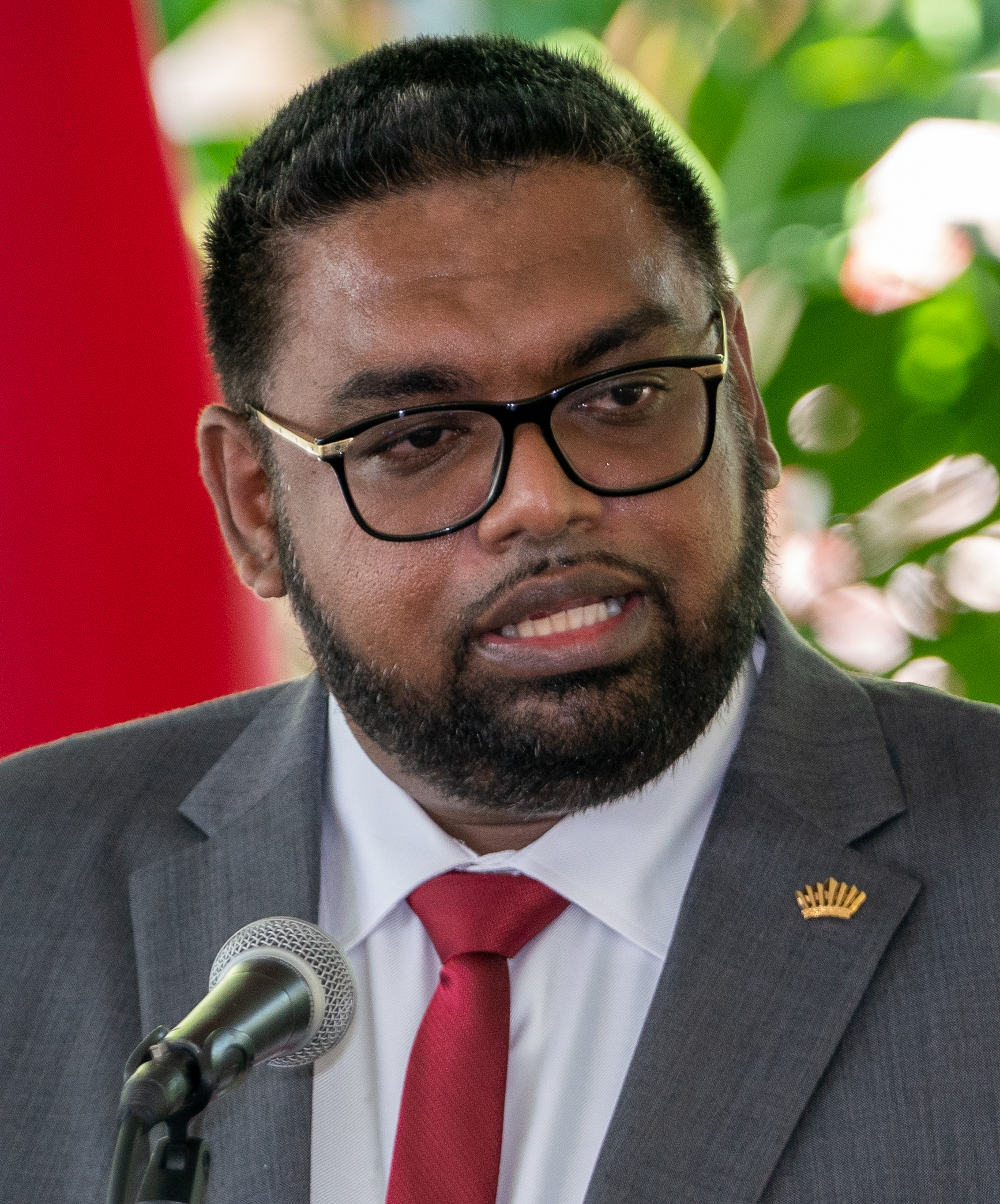
Irfaan Ali, président du Guyana depuis 2020.

Logo de l'Assemblée nationale du Guyana.

Le pays est membre du Commonwealth, ce qui signifie qu'il s'intègre à un ensemble composé d'États qui sont rattachés à l'Empire britannique par leur histoire, par leur culture. Le Commonwealth établit des règles et une solidarité entre membres. En somme, les pays membres comme le Guyana jouissent d'un réseau politique composé de 80 organisations intergouvernementales, culturelles, professionnelles et de sociétés civiles. Le « chef » (au sens premier, la « Tête » (« Head »), sans aucun pouvoir factuel) du Commonwealth est de droit le monarque britannique, actuellement Charles III.
L'Assemblée nationale de la république coopérative du Guyana pour sa part est le Parlement du pays depuis 1980. Elle est composée de 65 membres. La Constitution du Guyana dispose que le président de la république du Guyana fait partie de l'Assemblée.
Dans les années 1980, une commission internationale relève que les élections sont grossièrement truquées en faveur du Congrès national du peuple. Dans un contexte de guerre froide, ce dernier dispose du soutien des États-Unis.
Les élections de 1992, qui portent au pouvoir le Parti populaire progressiste, sont les premières élections libres du pays depuis son indépendance.

## Subdivisions
Le Guyana est divisé en dix régions : 
- Barima-Waini
- Pomeroon-Supenaam
- Îles d'Essequibo-Demerara occidental
- Demerara-Mahaica
- Mahaica-Berbice
- Berbice oriental-Courantyne
- Cuyuni-Mazaruni
- Potaro-Siparuni
- Haut-Takutu-Haut-Essequibo
- Haut-Demerara-Berbice

La région comptant le plus d'habitants est Demerara-Mahaica (313 429 habitants, où se trouve la capitale) et la plus grande est le Haut-Takutu-Haut-Essequibo (57 750 km2).

## Géographie

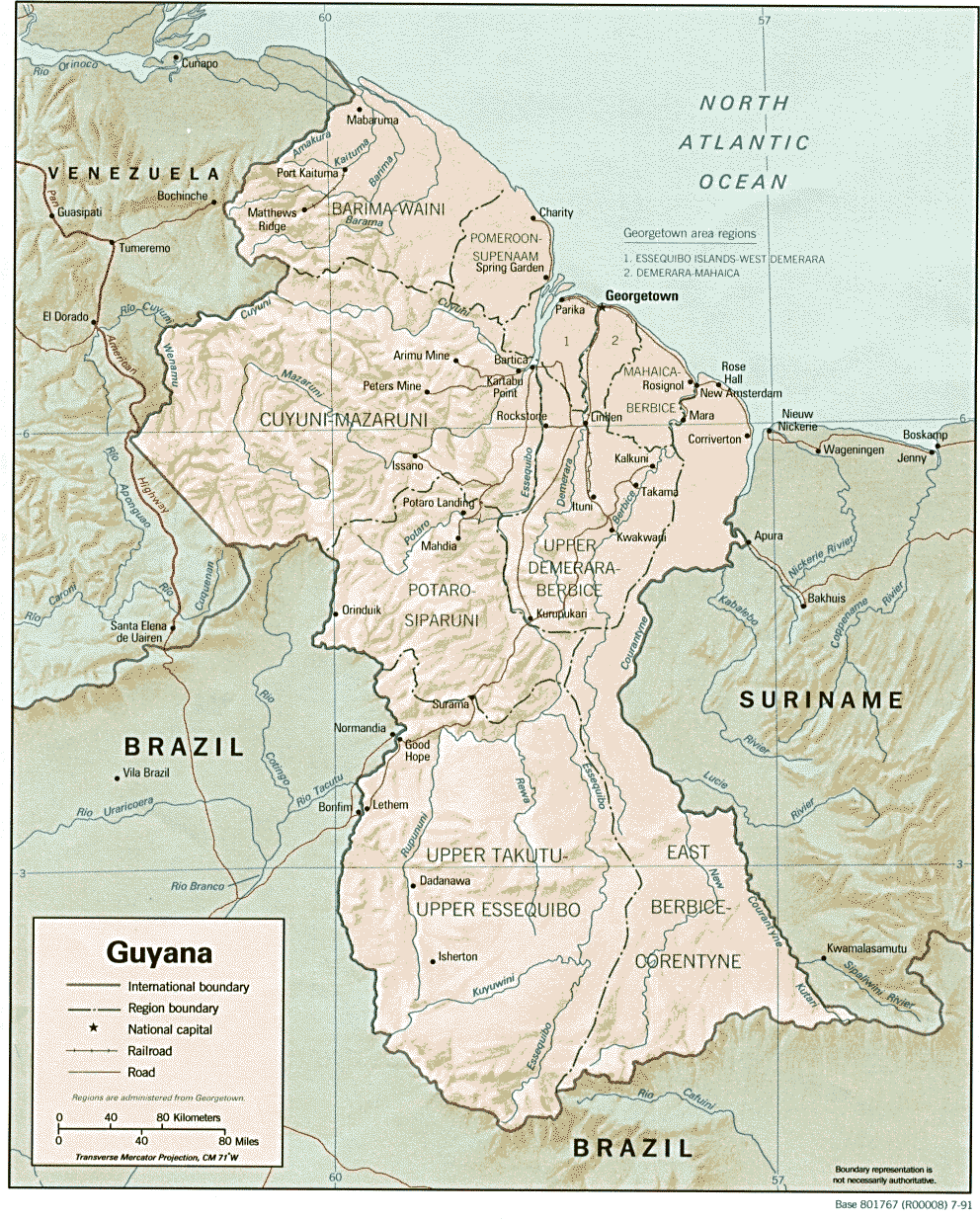
Carte du Guyana.

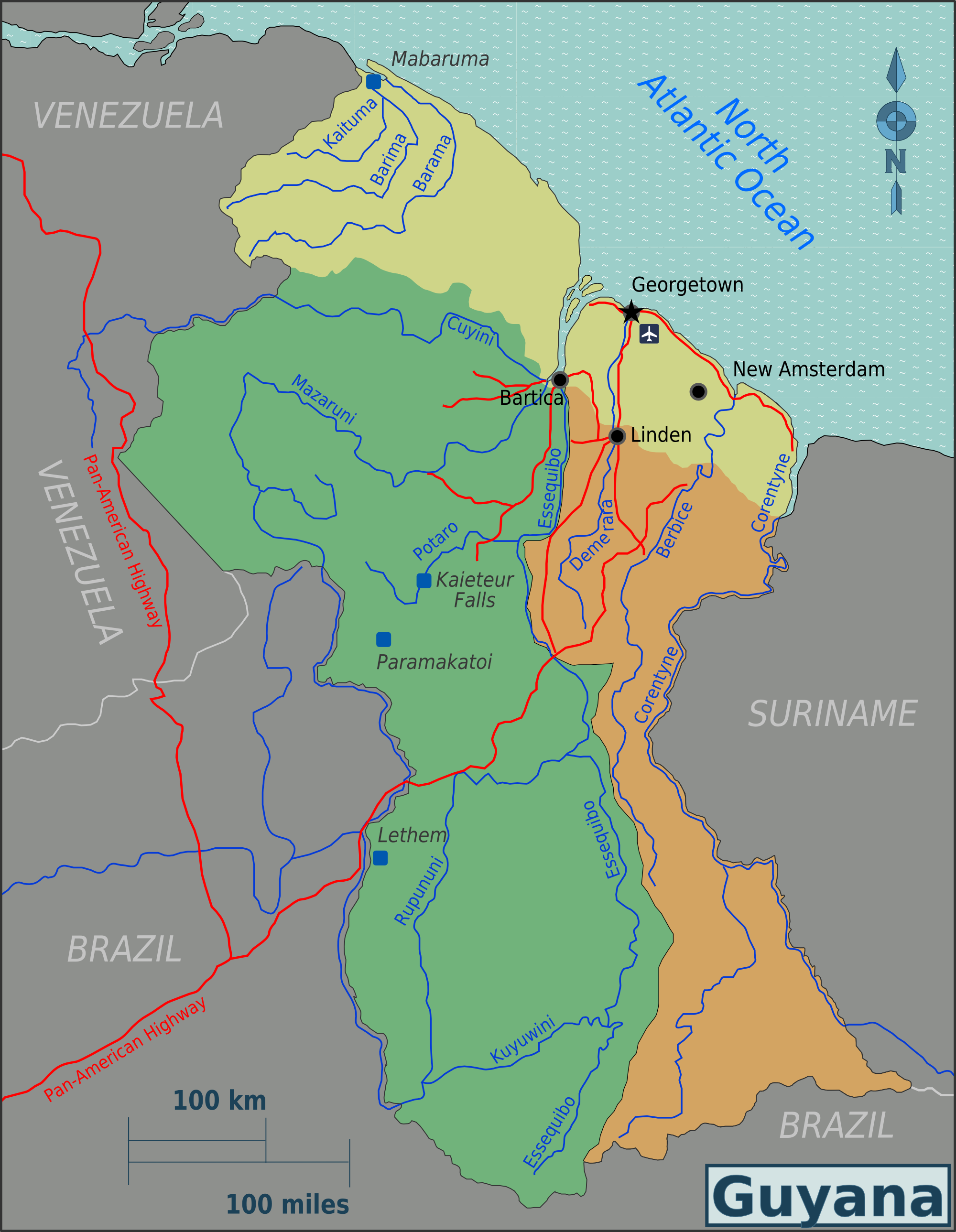
Carte régionale du Guyana.

Le paysage du Guyana peut être approximativement divisé en trois régions :
- une étroite plaine marécageuse le long de la côte atlantique ;
- une ceinture de sable blanc à l'intérieur du pays avec la forêt vierge et la plupart des gisements de minerai ;
- la plus large partie du pays constituée de montagnes et de savane. Le point le plus élevé est le mont Roraima culminant à 2 772 mètres dans sa partie guyanienne[14].

Les fleuves principaux sont l'Essequibo, le Demerara, le Corentyne et le Berbice.
Le climat est tropical, presque équatorial, c'est-à-dire chaud et humide, cependant modéré par les alizés du nord-est le long de la côte. Il y a deux saisons des pluies, la première de mai à la mi-août, la seconde de mi-novembre à mi-janvier.

### Frontières terrestres
- 1 119 km avec le Brésil
- 743 km avec le Venezuela
- 600 km avec le Suriname

### Revendications territoriales
Le Guyana est confronté à deux revendications territoriales par ses voisins :
- par le Venezuela :  l'Essequibo, zone comprise entre la frontière des deux pays et le fleuve Essequibo à l'est. Cette revendication est ancienne — elle remonte à l'indépendance du Venezuela —, la Guayana Esequiba faisant auparavant partie de la Grande Colombie ; elle représente 62 % du territoire du Guyana, mais seulement 17 % de sa population. Ce litige est ravivé depuis 2015 par la découverte d'un important gisement pétrolier dans les eaux territoriales de l'Essequibo[15] ;
- par le Suriname : une zone du sud-est de la Guyana, appelée le Nouveau Triangle (du nom de la rivière éponyme) ou région de Tigri.

## Environnement

### Politique environnementale: déforestation

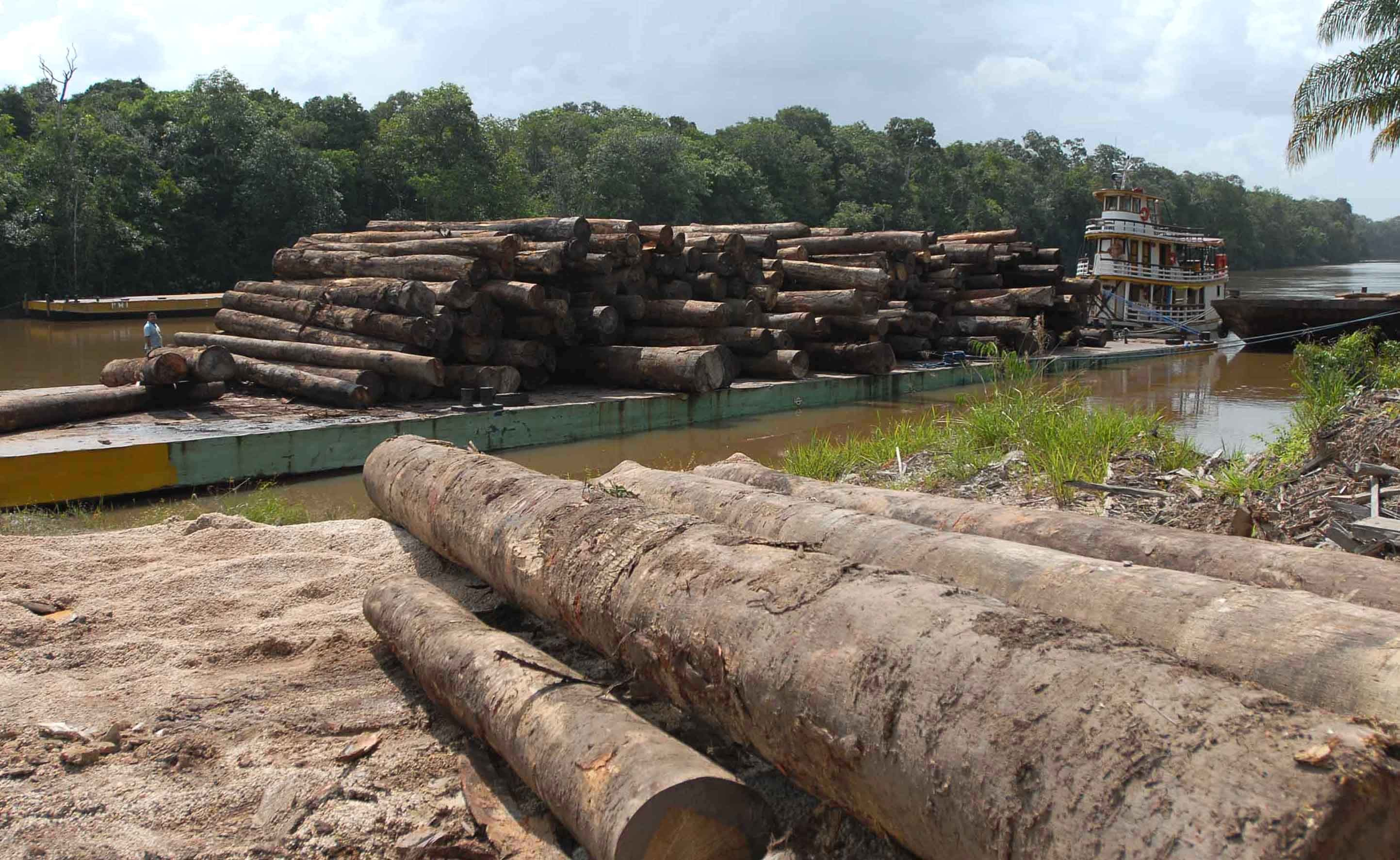
Déforestation en Amazonie.

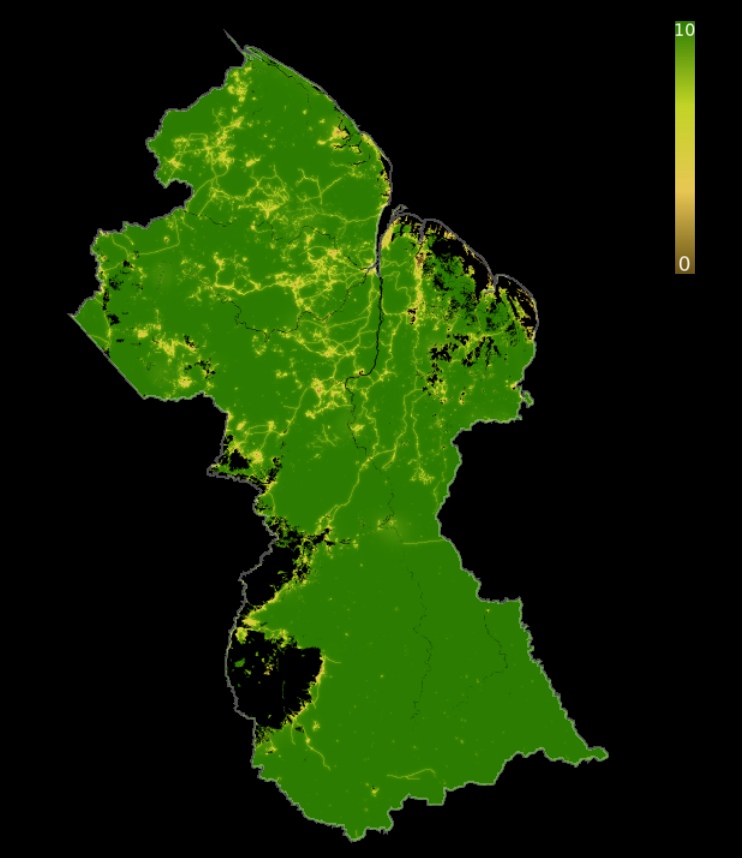
Le Guyana avait un score moyen de l'Indice d'intégrité du paysage forestier en 2019 de 9.58, le classant troisième sur 172 pays.

Pendant des années, pour avoir un accès facilité aux mines d'or, on pratiquait la déforestation dans la forêt amazonienne. Maintenant, une des principales causes de déforestation de la zone est la production de papier.
Plusieurs acteurs veulent réduire le taux de déforestation, qui demeure cependant relativement bas, et plus faible que le taux moyen des autres pays frontaliers (5 à 10 fois).

## Économie
En 2017, 41 % des habitants du Guyana vivent sous le seuil de pauvreté, soit avec moins de 5,50 dollars par jour.
Les cultures principales sont le riz, la canne à sucre, le café et les agrumes, alors que les ressources minérales sont principalement la bauxite, le manganèse, l'or et les diamants.
Le pays exporte surtout de la bauxite, du manganèse, des pierres précieuses et du rhum, et importe des denrées alimentaires et du pétrole.
Le pays détient d'énormes réserves de pétrole, longtemps restées inconnues et inexploitées, au large de ses côtes maritimes. Les experts estiment le gisement découvert à 8 milliards de barils. Les États-Unis se rapprochent du Guyana à la suite de ces découvertes, ce qui conduit en 2020 à la signature d'un accord-cadre visant à renforcer la coopération entre les deux États notamment sur les hydrocarbures et d'autres secteurs de l'économie guyanienne.
Avec une croissance de 62 % en 2022 et 38 % en 2023, portée par le développement de l'industrie pétrolière, le PIB guyanien en 2023 devrait atteindre, selon le FMI, 16 milliards de dollars soit, par habitant, 20 540 dollars.
Selon les projections du FMI de 2023, le PIB par habitant du Guyana devrait atteindre 37 000 dollars en 2028.

## Démographie

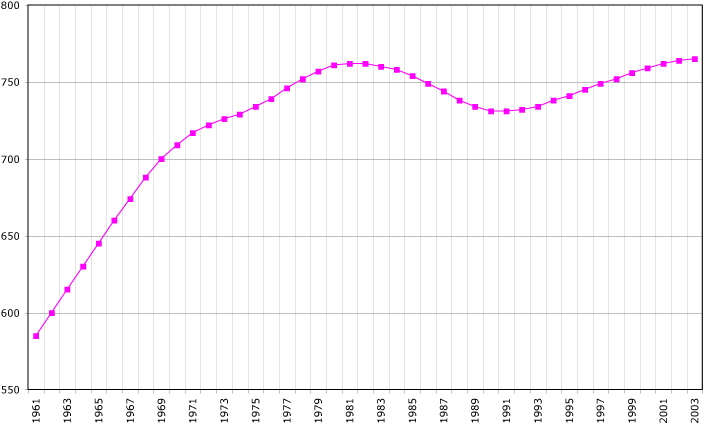
Évolution de la démographie entre 1961 et 2003 (chiffre de la FAO en 2005). Population en milliers d'habitants.

La population du Guyana était de 747 884 habitants lors du recensement de 2012 et estimée à 816 331 habitants en 2023. Les habitants du Guyana sont appelés les Guyaniens et Guyaniennes, à ne pas confondre avec les Guyanais et les Guyanaises qui sont les habitants de la Guyane française.
| Origine                          | Proportion |
| -------------------------------- | ---------- |
| Inde                             | 39,93 %    |
| Afrique                          | 29,25 %    |
| mélange d'Européens et d'Indiens | 19,88 %    |
| Amérindiens autochtones          | 10,51 %    |
| Autres                           | 0,5 %      |

### Religion
| Religion         | Proportion |
| ---------------- | ---------- |
| Protestantisme   | 30,5 %     |
| Hindouisme       | 28,4 %     |
| Catholicisme     | 8,1 %      |
| Islam            | 7,2 %      |
| Autres chrétiens | 17,7 %     |
| Sans religion    | 5,3 %      |

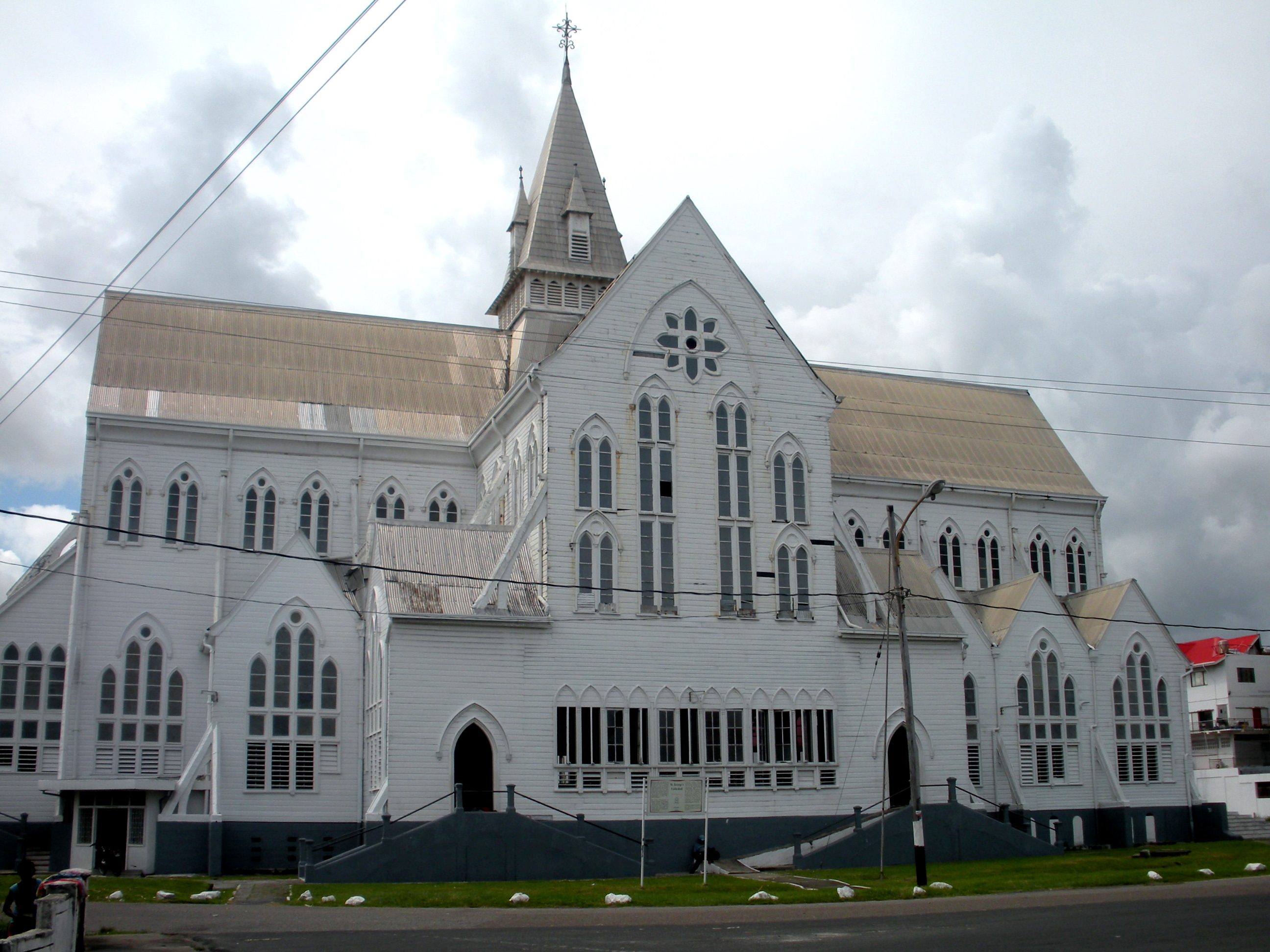
La St George's Church est une cathédrale anglicane située à Georgetown. C'est l'un des plus gros édifices en bois de la planète.

Les évêques du Guyana sont membres de la Conférence des évêques catholiques des Antilles qui se charge en conséquence de représenter les catholiques du Guyana. De plus le diocèse catholique de Georgetown, la capitale du Guyana, regroupe et représente les catholiques de cette région. Enfin les anglicans sont pour leurs part représentés par le diocèse anglican du Guyana. La cathédrale anglicane Saint-Georges située à Georgetown est un des plus gros édifice en bois de la planète.

## Culture
Il s'agit du seul État d'Amérique continentale, avec le Suriname, où on conduit à gauche comme au Royaume-Uni.
| Date                 | Nom français           | Nom local               | Remarques      |
| -------------------- | ---------------------- | ----------------------- | -------------- |
| 1er janvier          | Jour de l'an           | New Year's Day          |                |
| 23 février           | Mashramani             | Mashramani-Republic Day |                |
| Mars/avril           | Holî                   | Phagwah                 |                |
| Mars/avril           |                        | Youman Nabi             |                |
| Mars/avril           | Vendredi saint         | Good Friday             |                |
| Mars/avril           | Lundi de Pâques        | Easter Monday           |                |
| 1er mai              | Fête du Travail        | Labour Day              |                |
| 5 mai                |                        | Indian Arrival Day      |                |
| 26 mai               | Jour de l'indépendance | Independence Day        | Fête nationale |
| 1er lundi de juillet | Jour du CARICOM        | CARICOM Day             |                |
| 1er août             |                        | Emancipation Day        |                |
| (date changeante)    | Aïd el-Fitr            | Eid-ul-Fitr             |                |
| Octobre/novembre     | Divālī                 | Diwali                  |                |
| 25 décembre          | Noël                   | Christmas               |                |
| 26 décembre          | Boxing Day             | Boxing Day              |                |

### Principales fêtes

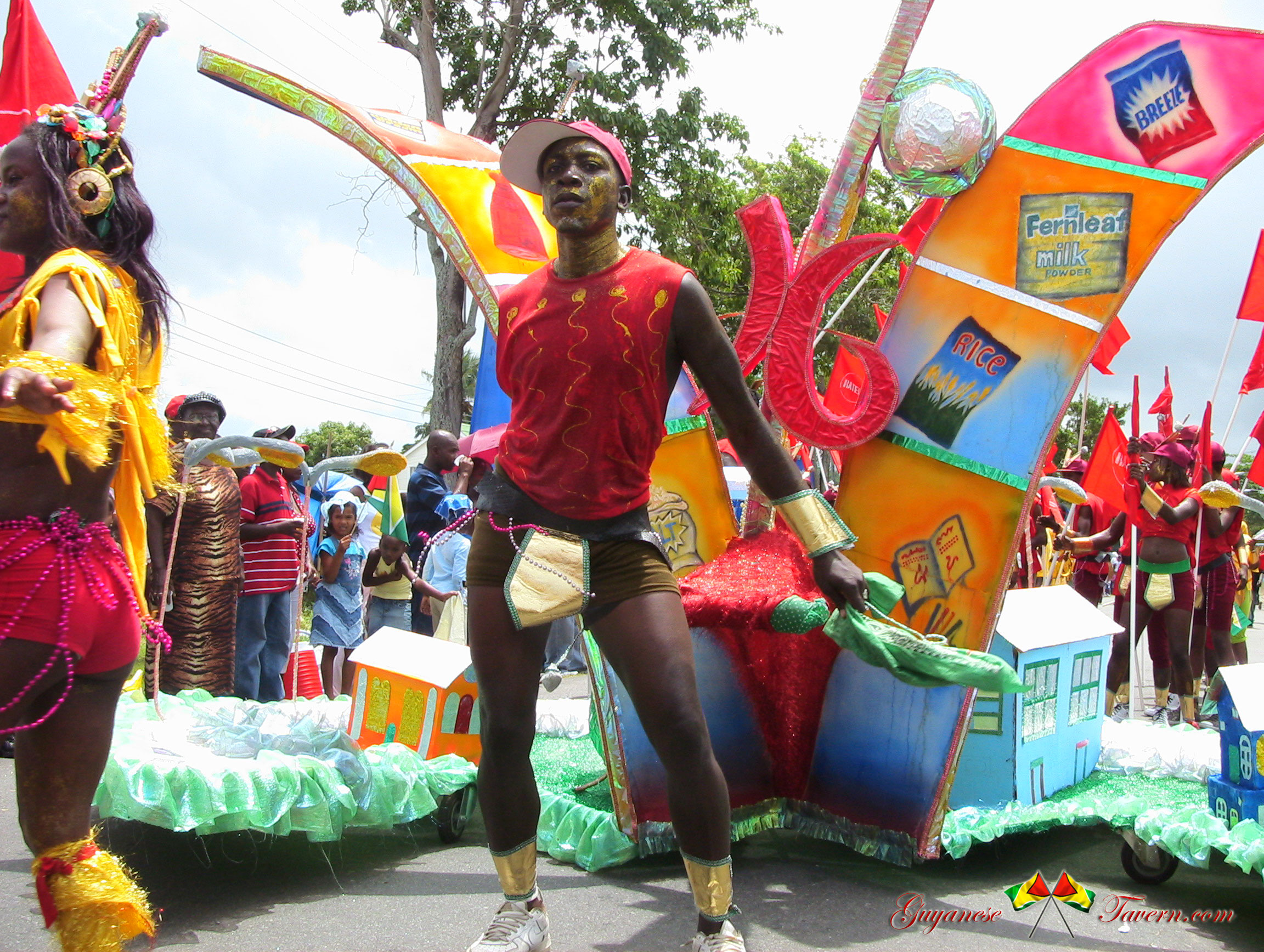
La Fête de la République au Guyana, le 23 février.

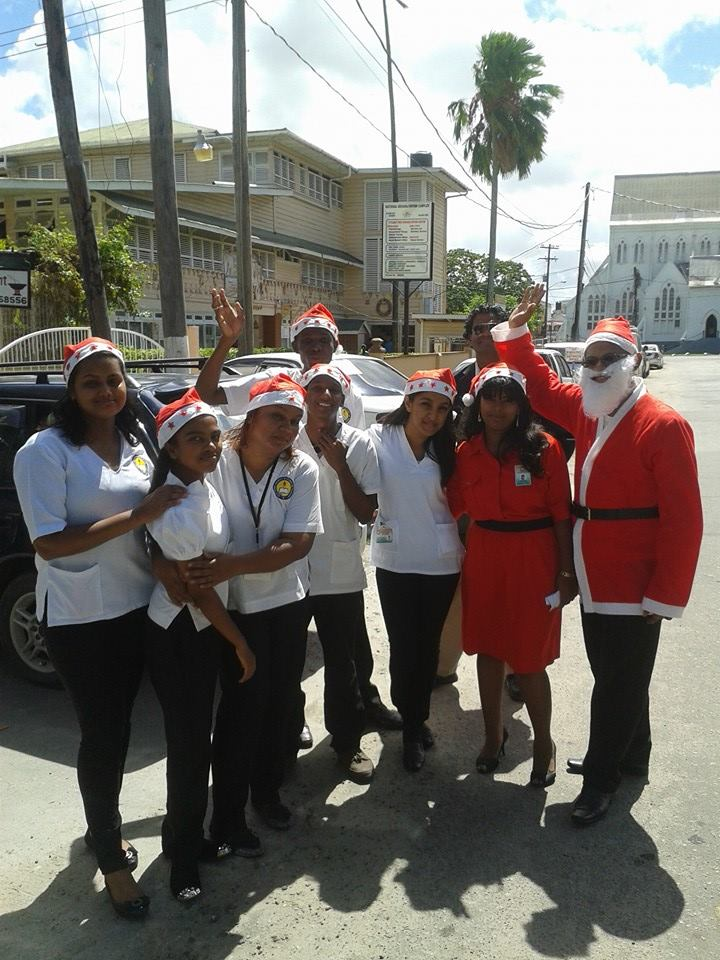
Un groupe fête Noël au Guyana.

Les principales fêtes du Guyana se décrivent comme suit, :
- la fête de la République : depuis 1966 cette journée du 23 février est le jour qui marque l'accession du territoire à l'indépendance face au Royaume-Uni ;
- la fête du Caricom le 3 juillet : elle célèbre les liens de cette communauté anglophone caribéenne dont le Guyana fait partie ;
- la fête de la liberté le 14 août : depuis 1833 cette journée célèbre la loi du Parlement du Royaume-Uni qui abolit en 1833 l'esclavage dans la plus grande partie de l'Empire britannique ;
- Noël : en cette journée du 25 décembre, la maison est généralement nettoyée et réparée si elle est endommagée. Il y a beaucoup de lumières de Noël pour décorer. Le menu est composé de poulet, de dinde, de farce, de porc à l'ail et d'oignons marinés. Le dessert est surtout le fameux gâteau noir local et la boisson privilégiée pour Noël au Guyana est la bière de gingembre.

## Autres données et statistiques
Répartition de la population selon les classes d'âge : 0-14 ans : 28,19 % ; 15-64 ans : 66,89 % ; + 65 ans : 4,92 %

Littoral : 459 km

Extrémités d'altitude : 0 m > + 2 835 m

Espérance de vie des hommes : 64 ans (en 2011)

Espérance de vie des femmes : 70 ans (en 2011)

Taux de croissance de la population : 0,07 % (en 2001)

Taux de natalité : 17,92 ‰ (en 2001)

Taux de mortalité : 8,87 ‰ (en 2001)

Taux de mortalité infantile : 38,72 ‰ (en 2001)

Taux de fécondité : 2,1 enfants/femme (en 2001)

Taux de migration : - 8,38 ‰ (en 2001)

Lignes de téléphone : 154 200 (en 2012)

Téléphones mobiles : 547 000 (en 2012)

Postes de radio : 420 000 (en 1997)

Postes de télévision : 46 000 (en 1997)

Utilisateurs d'Internet : 189 600 (en 2009)

Nombre de fournisseurs d'accès Internet : 3 (en 2000)

Routes : 7 970 km (dont 590 km goudronnés) (en 2000)

Voies ferrées : 187 km

Voies navigables : 5 900 km

Nombre d'aéroports : 117 (dont 11 avec des pistes goudronnées) (en 2013).